# Chiesa di San Sebastiano (San Genesio Atesino)
La chiesa di San Sebastiano (in tedesco Kirche St. Sebastian) è la parrocchiale di Valas (Flaas), frazione di San Genesio Atesino (Jenesien) in Alto Adige. Appartiene al decanato di Terlano-Meltina della diocesi di Bolzano-Bressanone e risale al XIII secolo.

## Storia

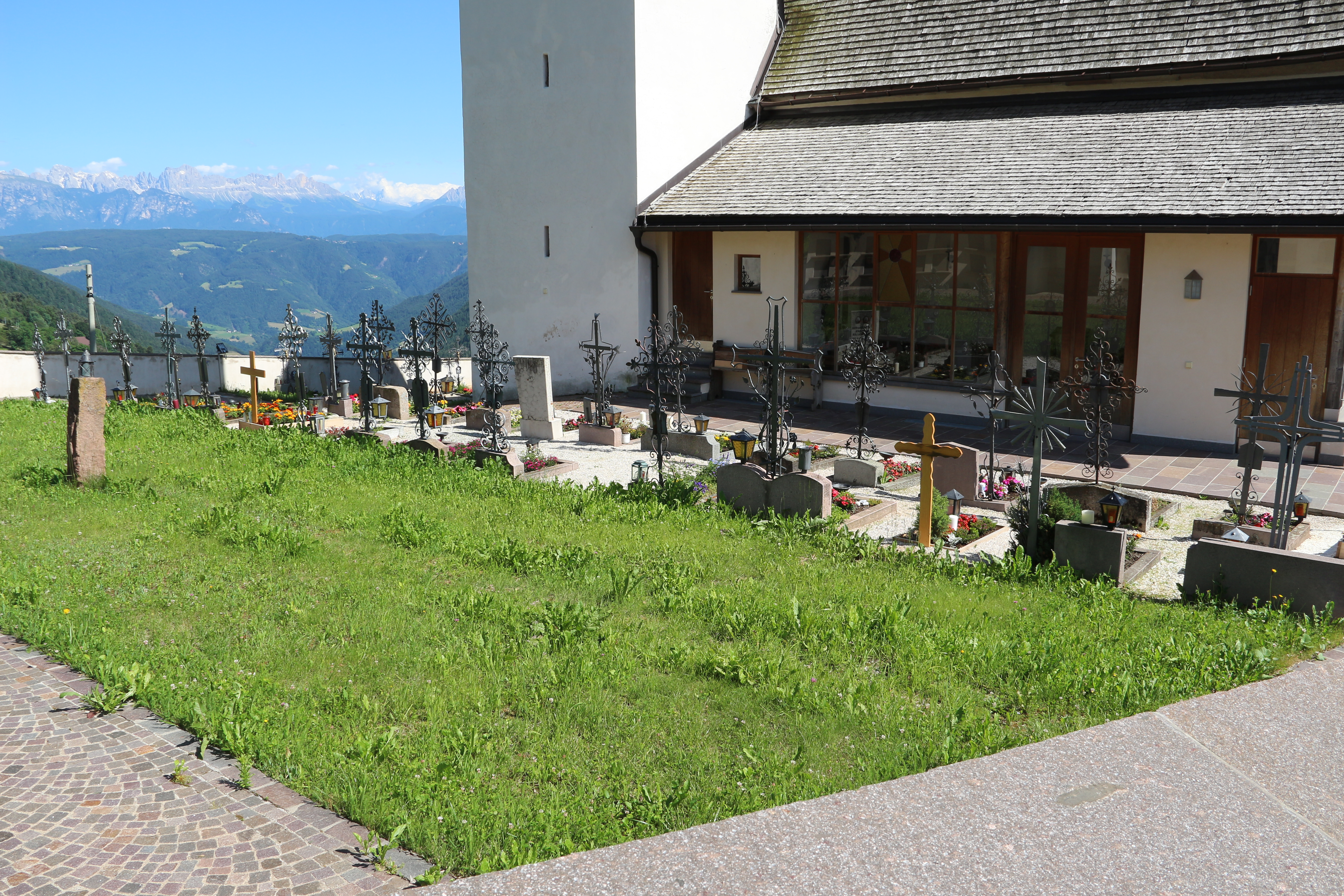
Cimitero della comunità accanto alla parrocchiale.

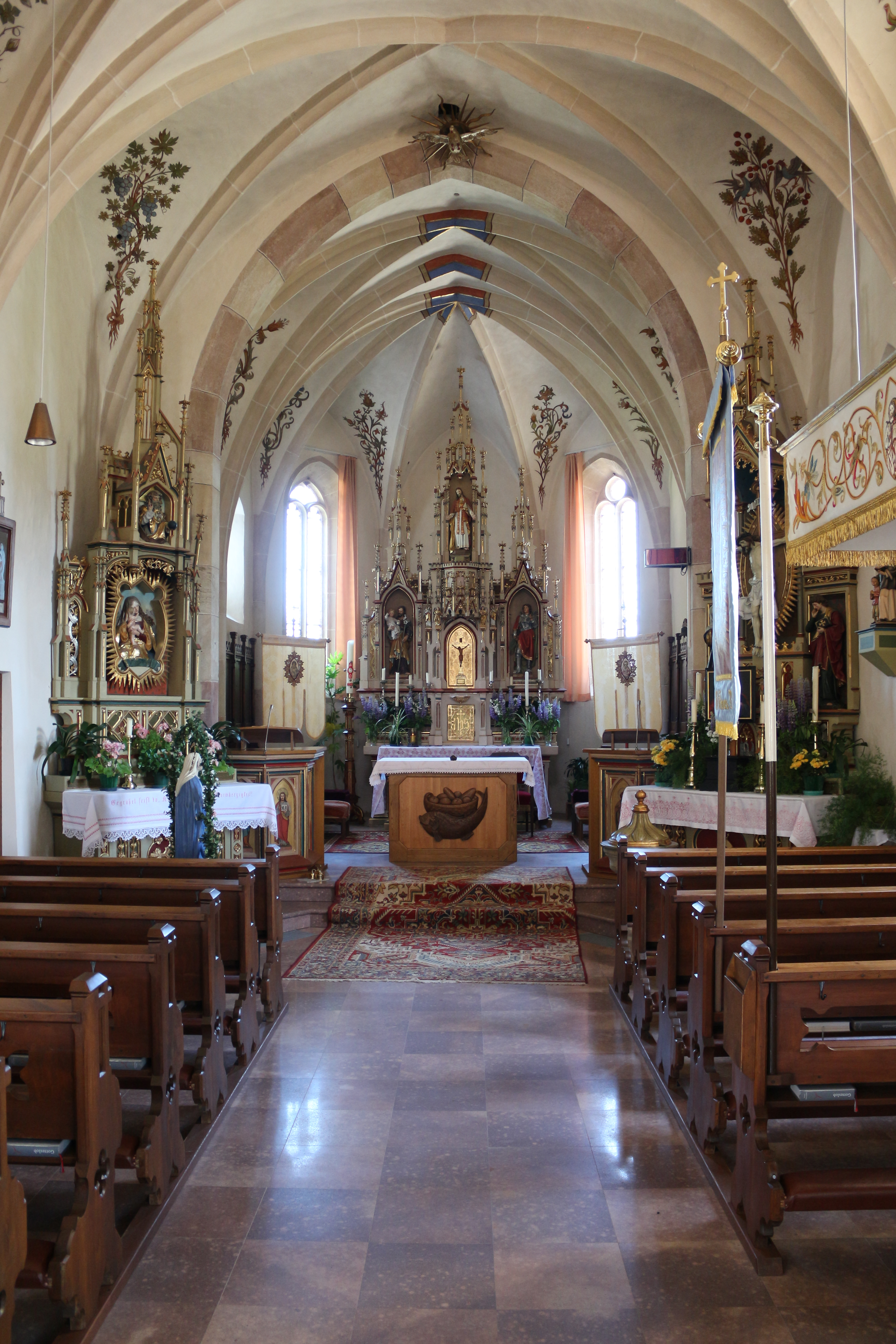
Interno della parrocchiale.

La primitiva parrocchiale di Valas venne edificata entro 1237, data nella quale venne menzionata su un documento. All'inizio del XVI secolo fu oggetto di una ricostruzione che portò alla demolizione parziale dell'antico edificio. Rimasero parte della navata, il coro e parte della sagrestia. La torre campanaria venne innalzata solo più tardi, nel 1644, e la sala venne ancora ampliata durante il XVII secolo.

## Descrizione
L'edificio è inserito tra i beni architettonici tutelati dell'Alto Adige.

### Esterno
La chiesa parrocchiale si trova in posizione decentrata nella piccola frazione di Valas, accanto all'area cimiteriale della comunità. Presenta una facciata a capanna tradizionale con due spioventi e un portale archiacuto racchiuso tra due colonne quadrate e con lunetta cieca superiore. Il portale è protetto da una tettoia che si allarga anche sulle due finestre con inferriate poste ai lati ed è sormontato, in asse, da un grande oculo strombato e con vetri policromi. La torre campanaria sorge in posizione arretrata sulla sinistra della struttura. La cella campanaria si apre con quattro finestre a bifora. La parte apicale ha forma di piramide acuta a base ottagonale.

### Interno
La navata interna è unica e molto luminosa, grazie alle ampie finestre alle pareti laterali della sala e a quelle nella zona presbiteriale. Sia l'altare maggiore che i due altari laterali sono molto elaborati. In particolare quello maggiore ha parti rifinite in oro e nelle tre nicchie conserva le statue che raffigurano Gesù, il titolare San Sebastiano e San Giuseppe.